# Hagfors kommun
Hagfors kommun är en kommun i Värmlands län. Centralort är Hagfors.
Området som utgör kommunen är kraftigt kuperat och genomsatt av dalgångar. Bland dalgångarna är Klarälvens sprickdal i nord–sydlig riktning den mest markanta. Området har en lång tradition av industrier; inom järn och stål. Dessa dominerade även i början av 2020-talet. 
Sedan kommunen bildades 1971 har invånarantalet kraftigt  minskat. Socialdemokraterna har dominerat den lokala politiken fram till 2018 då makten övertogs av det lokala partiet Oberoende realister.

## Administrativ historik
Kommunens område motsvarar socknarna: Ekshärad, Gustav Adolf, Norra Råda och Sunnemo. I dessa socknar bildades vid kommunreformen 1862 landskommuner med motsvarande namn. 
I Norra Råda landskommun inrättades 8 december 1939 Hagfors municipalsamhälle, vilken upplöstes när den 1950 ombildades till Hagfors stad.  
Vid kommunreformen 1952 uppgick Sunnemo landskommun i Norra Råda landskommun medan Gustav Adolfs landskommun och Ekshärads landskommun samt Hagfors stad förblev oförändrade.
Hagfors kommun bildades vid kommunreformen 1971 genom en ombildning av Hagfors stad. 1974 införlivades kommunerna Gustav Adolf, Ekshärad och Norra Råda.
Kommunen ingick från bildandet till 2005 i Sunne tingsrätts domsaga och från 2005 ingår kommunen i Värmlands tingsrätts domsaga.

## Geografi
Kommunen ligger ca 10 mil norr om Karlstad. Norra delen ingår i den så kallade Tiomilaskogen.
Kommunen gränsar i nordväst till Torsby kommun, i väster till Sunne kommun, i söder och sydväst till Munkfors kommun, i sydväst till Forshaga kommun, i söder till Karlstads kommun och i öster till Filipstads kommun, alla i Värmlands län, samt i norr och nordöst till Malung-Sälens kommun i Dalarnas län.

### Topografi och hydrografi
Området som utgör kommunen är kraftigt kuperat och genomsatt av dalgångar. I norra delen når höjderna drygt 500 meter över havet. Oftast är höjderna klädda med morän. Bland dalgångarna är Klarälvens sprickdal i nord–sydlig riktning den mest markanta. Den var efter isavsmältningen en vik och dess dalgång är delvis utfylld av sediment. Den föristida Klarälven hade sin fortsättning i den sänka där Rådasjön ligger. Den dåvarande Rådafjärden var fylld med sediment vilket ledde till att älven letade ett nytt lopp vid Edebäck. Den får ett meandrande lopp när den skär ner i dalbottens sediment och flera övergivna meandersjöar hittas längs sträckan från kommungränsen i norr mot Edebäck. Längs Klarälvens bidal, Halgån, finns ett högsta kustlinjendelta med både vattenavsatta sediment och vindavsatta dyner.
Nedan presenteras andelen av den totala ytan 2020 i kommunen jämfört med riket.
|  | Bebyggelse (2,5 %) |

|  | Skog (87,7 %) |

|  | Öppen myrmark (6,5 %) |

|  | Jordbruksmark (2,1 %) |

|  | Övrig mark (1,2 %) |

|  | Bebyggelse (3,1 %) |

|  | Skog (68,0 %) |

|  | Öppen myrmark (7,2 %) |

|  | Jordbruksmark (7,4 %) |

|  | Övrig mark (14,3 %) |

### Naturskydd
År 2023 fanns åtta naturreservat i Hagfors kommun. Som exempel kan nämnas det kommunala reservatet Mana-Örbäcken, ett område som utgörs av 25 hektar. I reservatet inkluderas rullstensåsen Mana, Örbäcken och gammal naturskog. Ett annat exempel är det stora myrkomplexet Fräkensjömyrarna. I reservatet, som är 1 777 hektar, växer arter som småsileshår, brunag och myggblomster. I reservatet växer även björnbrodd, det är den sydligaste kända svenska platsen för denna.

### Administrativ indelning
Fram till 2016 var kommunen för befolkningsrapportering indelad i tre församlingar: Ekshärads församling, Hagfors-Gustav Adolfs församling och Norra Råda-Sunnemo församling.

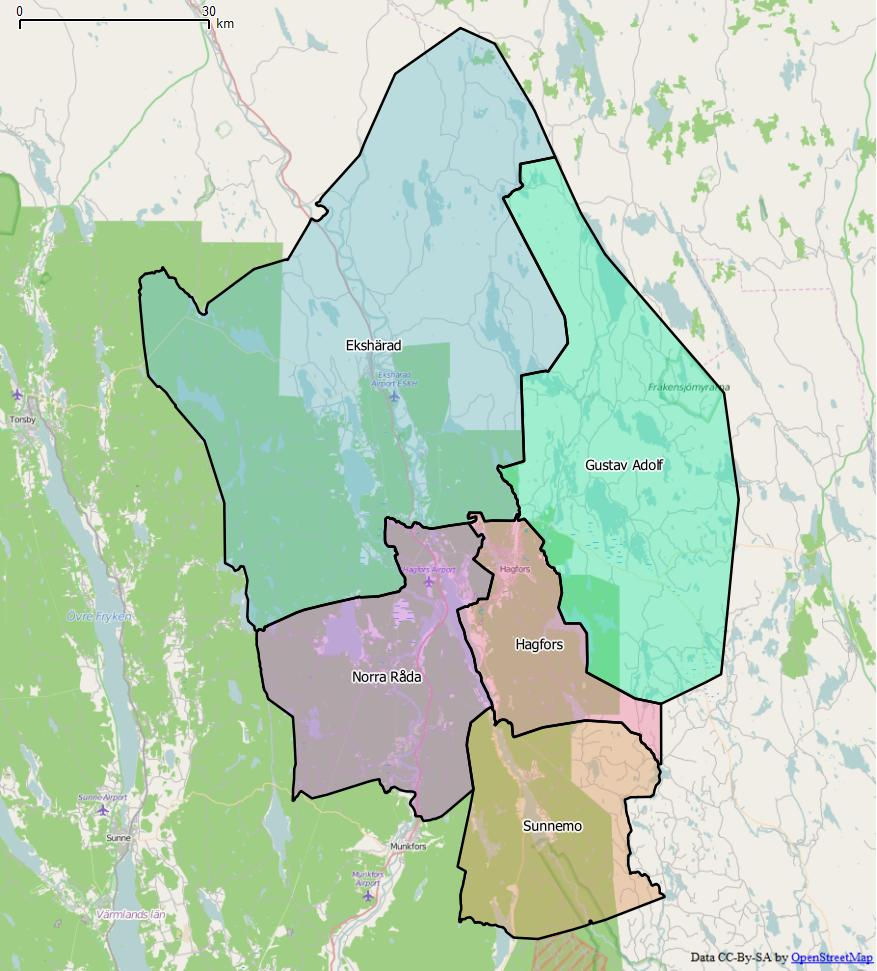
Distrikt inom Hagfors kommun

Från 2016 indelas kommunen istället i fem  distrikt:
- Ekshärad
- Gustav Adolf
- Hagfors
- Norra Råda
- Sunnemo

### Tätorter
Vid tätortsavgränsningen av Statistiska centralbyrån den 31 december 2015 fanns det sju tätorter i Hagfors kommun.
| Nr | Tätort   | Folkmängd |
| -- | -------- | --------- |
| 1  | Hagfors  | 4 869     |
| 2  | Ekshärad | 991       |
| 3  | Uddeholm | 619       |
| 4  | Råda     | 449       |
| 5  | Sunnemo  | 276       |
| 6  | Mjönäs   | 257       |
| 7  | Bergsäng | 203       |

Centralorten är i fet stil.

## Styre och politik

### Styre
Socialdemokraterna styrde Hagfors kommun från dess bildande fram till valet 2018, förutom under perioden från 2001 fram till valet 2002, när Vänsterpartiet övergav samarbetet med Socialdemokraterna och istället tog över styret tillsammans med den tidigare borgerliga oppositionen. I valet 2018 blev Oberoende realister största parti och styrde kommunen i minoritet. Valet 2022 ledde till att partiet ökade ytterligare och partiet kunde fortsätta styra i minoritet. I och med detta var Hagfors kommun den enda svenska kommun där ett lokalt parti ensamt styrde en kommun.

### Kommunfullmäktige

#### Presidium
| Presidium 2022–2026    | Presidium 2022–2026 | Presidium 2022–2026 |
| ---------------------- | ------------------- | ------------------- |
| Ordförande             | OR                  | Michael Kjellstrand |
| Förste vice ordförande | S                   | Jessica Gruvberger  |
| Andre vice ordförande  | SD                  | Karl Persson        |

#### Mandatfördelning 1970–2022
| 3 | 21 | 3 | 2 |  |

| 27 |

| 4 | 30 | 10 | 2 | 3 |

| 43 |

| 4 | 30 | 10 | 2 | 3 |

| 39 | 10 |

| 4 | 30 | 9 | 2 | 4 |

| 31 | 18 |

| 4 | 32 |  | 7 |  | 4 |

| 33 | 16 |

| 4 | 31 |  | 6 | 2 | 5 |

| 31 | 18 |

| 4 | 31 | 2 | 7 | 2 | 3 |

| 30 | 19 |

| 4 | 29 |  | 2 | 6 | 2 |  | 4 |

| 34 | 15 |

| 5 | 32 | 2 | 5 |  | 4 |

| 26 | 23 |

| 8 | 20 |  | 5 |  | 2 | 4 |

| 24 | 17 |

| 6 | 23 | 5 | 2 | 2 | 3 |

| 24 | 17 |

| 6 | 21 |  | 5 | 3 |  | 4 |

| 25 | 16 |

| 4 | 18 |  | 2 | 4 | 3 | 3 |

| 20 | 15 |

| 3 | 18 |  | 5 | 4 | 2 | 2 |

| 18 | 17 |

| 2 | 12 | 3 | 13 | 3 |  |  |

| 21 | 14 |

|  | 14 | 3 | 15 |  |  |

| 23 | 12 |

För valresultat äldre än 1970, se tidigare kommuner; Hagfors stad, Norra Råda, Ekshärad eller Gustav Adolf.

### Nämnder

#### Kommunstyrelse
| Presidium 2023–2026    | Presidium 2023–2026 | Presidium 2023–2026 |
| ---------------------- | ------------------- | ------------------- |
| Ordförande             | OR                  | Jens Fischer        |
| Förste vice ordförande | OR                  | Boo Westlund        |
| Andre vice ordförande  | S                   | Malin Ericsson      |

#### Lista över kommunstyrelsens ordförande
Kommunstyrelsens ordförande är även kommunens kommunalråd. 
- Henry Stjernborg, Socialdemokraterna, 1971–1979[19][20]
- Birger Petersson, Socialdemokraterna, 1979–1998[19]
- Nils Persson, Socialdemokraterna, 1998–2001[19]
- Margret Bergkvist, Vänsterpartiet, 2001–2002[19]
- Nils Persson, Socialdemokraterna, 2003–2005[19]
- Mikael Dahlqvist, Socialdemokraterna, 2005–2014[19]
- Åsa Johansson, Socialdemokraterna, 2014–2018[21]
- Jens Fischer, Oberoende realister, 2018–[22]

Denna lista hämtas från Wikidata. Informationen kan ändras där.

#### Övriga nämnder
| Nämnd                          | Ordförande | Ordförande        | Vice ordförande | Vice ordförande  |
| ------------------------------ | ---------- | ----------------- | --------------- | ---------------- |
| Barn- och utbildningsutskottet | OR         | Boo Westlund      | S               | Per Gruvberger   |
| Miljö- och byggnämnden         | OR         | Christer Stenmark | S               | Anders Johansson |
| Individ- och omsorgsutskottet  | OR         | Thony Liljemark   | S               | Pernilla Boström |
| Valnämnden                     | OR         | Annika Hagberg    | S               | Göran Eriksson   |

### Vänorter
- Lappo, Finland
- Kjellerup, Danmark
- Sørum, Norge

## Ekonomi och infrastruktur

### Näringsliv
Hagfors ligger i Bergslagens västligaste utlöpare. Det lokala näringslivet har en lång tradition av industrier; inom järn, stål och  trävaruhantering. I regionen är jord- och skogsbruk traditionella näringar, men stål- och verkstadsindustrin dominerade även i början på 2020-talet. Bland större företag kan nämnas Uddeholm AB (tillverkning av specialstål för verktygsframställning) och Valmet AB (malsegment till pappersindustrin).

### Infrastruktur

#### Transporter
Kommunen genomkorsas från söder till norr av riksväg 62 som från Råda följer Klarälven. Länsväg 239 ansluter till denna i norr. Genom östra delen av kommunen går länsvägarna 245 och 246 som strålar samman norr om Gumhöjden. Genom södra delen av kommunen går länsväg 240.

## Befolkning

### Demografi

#### Befolkningsutveckling
Kommunen har 11 381 invånare (31 mars 2025), vilket placerar den på 198:e plats avseende folkmängd bland Sveriges kommuner.
| Befolkningsutvecklingen i Hagfors kommun 1810–2020 | Befolkningsutvecklingen i Hagfors kommun 1810–2020 | Befolkningsutvecklingen i Hagfors kommun 1810–2020 | Befolkningsutvecklingen i Hagfors kommun 1810–2020 | Befolkningsutvecklingen i Hagfors kommun 1810–2020 |
| --- | -------------------------------------------------- | -------------------------------------------------- | -------------------------------------------------- | -------------------------------------------------- |
| |                                                    |                                                    |                                                    |                                                    |
| År |                                                    |                                                    | Folkmängd                                          |                                                    |
| 1810 | 1810                                               |                                                    | 7 723                                              |                                                    |
| 1820 | 1820                                               |                                                    | 8 486                                              |                                                    |
| 1830 | 1830                                               |                                                    | 9 957                                              |                                                    |
| 1840 | 1840                                               |                                                    | 11 391                                             |                                                    |
| 1850 | 1850                                               |                                                    | 13 075                                             |                                                    |
| 1860 | 1860                                               |                                                    | 15 265                                             |                                                    |
| 1870 | 1870                                               |                                                    | 17 517                                             |                                                    |
| 1880 | 1880                                               |                                                    | 18 676                                             |                                                    |
| 1890 | 1890                                               |                                                    | 19 203                                             |                                                    |
| 1900 | 1900                                               |                                                    | 20 335                                             |                                                    |
| 1910 | 1910                                               |                                                    | 20 642                                             |                                                    |
| 1920 | 1920                                               |                                                    | 20 844                                             |                                                    |
| 1930 | 1930                                               |                                                    | 20 515                                             |                                                    |
| 1940 | 1940                                               |                                                    | 20 153                                             |                                                    |
| 1950 | 1950                                               |                                                    | 19 936                                             |                                                    |
| 1960 | 1960                                               |                                                    | 21 029                                             |                                                    |
| 1970 | 1970                                               |                                                    | 19 528                                             |                                                    |
| 1980 | 1980                                               |                                                    | 17 511                                             |                                                    |
| 1990 | 1990                                               |                                                    | 16 121                                             |                                                    |
| 2000 | 2000                                               |                                                    | 14 059                                             |                                                    |
| 2010 | 2010                                               |                                                    | 12 480                                             |                                                    |
| 2020 | 2020                                               |                                                    | 11 517                                             |                                                    |
| Anm: Informationen gäller för dagens kommungränser. Äldre informationen är ihopsamlad från tidigare kommuner eller från socknarna som idag ingår i kommunen. |                                                    |                                                    |                                                    |                                                    |

#### Invånare efter de vanligaste födelseländerna
Följande länder är de 10 vanligaste födelseländerna för befolkningen i Hagfors kommun. Den största invandrargruppen i Hagfors kommun är nederländare.
| Födelseland 31 december 2022 | Födelseland 31 december 2022 | Födelseland 31 december 2022 | Födelseland 31 december 2022 |
| ---------------------------- | ---------------------------- | ---------------------------- | ---------------------------- |
| Nr                           | Land                         | Antal                        | Andel                        |
| 1                            | Sverige                      | 9 680                        | 83,53 %                      |
| 2                            | Nederländerna                | 458                          | 3,95 %                       |
| 3                            | Tyskland                     | 266                          | 2,30 %                       |
| 4                            | Syrien                       | 200                          | 1,73 %                       |
| 5                            | Norge                        | 148                          | 1,28 %                       |
| 6                            | Finland                      | 113                          | 0,98 %                       |
| 7                            | Storbritannien               | 44                           | 0,38 %                       |
| 8                            | Eritrea                      | 43                           | 0,37 %                       |
| 8                            | Thailand                     | 43                           | 0,37 %                       |
| 10                           | Turkiet                      | 37                           | 0,32 %                       |
| 10                           | Danmark                      | 37                           | 0,32 %                       |

## Kultur

### Kulturarv
Området runt Brattforsheden har en lång historia. Där har lämningar hittats från stenåldern liksom gravrösen från bronsåldern. Området för naturreservat Fräkensjömyrarna koloniserades av skogsfinnar under 1600-talet. Myrarna användes till slåtter och bete. De tog också upp svedjor i skogen. Under 1700-talet användes skogen för att göra träkol vilket användes till hamrarna vid sjön Uppämten. Den grova timmerskogen blev intressant under 1800-talet och en stor andel naturskog sågades ner.
I närheten av Brattforsheden ligger kulturreservatet Krigsflygfält 16 Brattfors, ett minne efter den militära mobilisering under andra världskriget.

### Kommunvapen
Blasonering: I fält av guld en från en uppskjutande röd tegelmur uppskjutande tegelmurad röd bessemerskorsten, ur vilken blå lågor uppstiga.
För den sent inrättade Hagfors stad fastställdes detta vapen år 1951. Eftersom järnindustrin haft stor betydelse för ortens framväxt valdes en symbol med anknytning till denna. Även Ekshärad och Norra Råda, två av de landskommuner som lades samman med Hagfors kommun år 1974, hade vapen, men man ansåg att stadsvapnet lämpade sig även för den nya kommunen. Det registrerades för denna redan samma år.

Ekshärads landskommun (1953–1970) Ekshärads kommun (1971–1973)
Norra Råda landskommun (1950–1970) Norra Råda kommun (1971–1973)